# 鮑曼 (阿肯色州克雷格黑德縣)
鮑曼（英語：Bowman）是位於美國阿肯色州克雷格黑德縣的一個非建制地區。該地的面積和人口皆未知。

## 地理
鮑曼的座標為35°49′23″N 90°29′23″W / 35.82306°N 90.48972°W，而該地的平均海拔高度為72米（即236英尺）。